# شهرستان استارک (ایلینوی)
شهرستان استارک، ایلینوی (به انگلیسی: Stark County, Illinois) یک سکونتگاه مسکونی در ایالات متحده آمریکا است که در ایلینوی واقع شده‌است.

## خصوصیات
شهرستان استارک ۷۴۵٫۹۲ کیلومترمربع مساحت دارد.

## نگارخانه

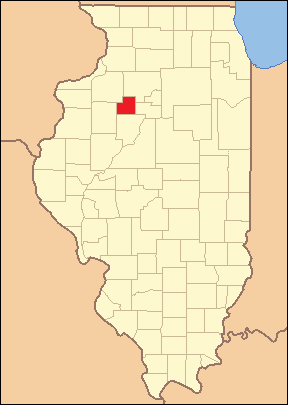